# Leopold Auer
Leopold von Auer (Veszprém, 7 de junho de 1845 — Loschwitz, Dresden, 17 de julho de 1930) foi um violinista húngaro.
Iniciou seus estudos no conservatório de Budapeste, com Ridley Kodne, e em Viena e Hannover. Tornou-se solista da Orquestra de Dusseldorf em 1863 e em 1866 da Orquestra de Hamburgo. Foi agraciado com o título de Solista da Corte de Alexandre I. Entre 1887 e 1892 foi diretor do Concerto Sinfônico da Sociedade Musical de Petrogrado. Entre os inúmeros discípulos que deixou, podemos citar: Mischa Elman, Jascha Heifetz, Toscha Seidel, Efrem Zimbalist, Eddy Browne, entre outros.